# Batalla de Lutos
La batalla de Lutos, también llamada de los Lodos, o de los Llodos, en asturiano, tuvo lugar en el año 794 cuando el emir cordobés Hisham envió dos incursiones militares contra el Reino de Asturias al mando de los hermanos Abd al-Karim ibn Abd al-Wáhid ibn Mugaith y Abd al-Málik ibn Abd al-Wáhid ibn Mugaith.

## Desarrollo
Abd al-Karim ibn Abd al-Wáhid ibn Mugaith devastó las tierras de Álava mientras que Abd al-Málik ibn Abd al-Wáhid ibn Mugaith se dirigió al corazón del reino, y sin encontrar resistencia saqueó la propia corte de Oviedo, destruyendo también las iglesias construidas por Fruela, entre ellas el germen de la actual Catedral de Oviedo. En el camino de regreso a tierras andalusíes a través del Camino Real del Puerto de la Mesa, el rey Alfonso II y sus hombres le tendieron una emboscada en un lugar escarpado cuya situación se ha propuesto que podría ser «Los Lodos / Los Llodos», en la parroquia de Villandás, concejo asturiano de Grado. Como consecuencia del ataque, la mayor parte de los musulmanes y Abd al-Málik ibn Abd al-Wáhid ibn Mugaith resultaron muertos. La batalla se conoce más por las fuentes musulmanas que por las cristianas, aunque es citada en ambas.

### Ubicación
La ubicación que se ha venido barajando en las últimas década para el lugar del encuentro bélico, fue la finca de La Ventona, a 150 m. de Los Lodos. Sin embargo, en 2022 otros investigadores propusieron una nueva ubicación, en el pico Mirayu y su vega, cerca del lugar anterior, que por su situación es una zona estratégica. Esto coincide con el hallazgo de un sistema fortificado que se desconocía.